# اوپاتکوویتسه (استان اشوی‌داشکسیه)
اوپاتکوویتسه (به لهستانی: Opatkowice) یک منطقهٔ مسکونی در لهستان است که در گمینا جاووشتسه واقع شده‌است.